# Nový Nemojov
Nový Nemojov (německy Neu Nemaus) je část obce Nemojov v okrese Trutnov. Nachází se na jihovýchodě Nemojova. Prochází zde silnice II/299. V roce 2014 zde bylo evidováno 41 adres. V roce 2001 zde trvale žilo 56 obyvatel.
Nový Nemojov je také název katastrálního území o rozloze 3,69 km2.